# О (огласовка)
◌ّ (ܐܘّ, о) — огласовка в сирийском письме.

## Использование
Используется только в западносирийском (яковитском) письме, выглядит как «ω» над буквой (◌ّ) и обозначает [oː]; происходит от строчной греческой буквы омега (ω). Используется по крайней мере с 868 года. Чаще всего употреблялась в междометии ܐܘّ (о!) и была взаимозаменяема со зкапой (◌ܳ). Впоследствии использовалась только в междометии для отличения его от союза ܐܰܘ (в.-сир. ܐܘܿ, или). Междометие также может записываться как ܐܘ̄ или ܐܳܘ.

## Кодировка
В качестве отдельного символа в стандарт Юникод не включена, для её представления рекомендуется использовать арабскую шадду (◌ّ).